# Федоров Євген Борисович
Євге́н Бори́сович Фе́доров (27 вересня 1938 , Ленінград ) — архітектор.

## Біографія
Народився 27 вересня 1938 року в місті Ленінград, тепер Санкт-Петербург. 1962 року закінчив архітектурний факультет Ленінградського інженерно-будівельного інституту.
Працював у Ленінградському проектному інституті.
Лауреат Шевченківської премії 1984 року — разом із скульпторами Вронським і Сухенком — за пам'ятник Тарасові Шевченку в місті Шевченко Мангишлацької області Казахстану.
В 1960—1980 роках проектував забудови окремих об'єктів центральної частини міста Шевченка, Навої, Зарафшану, в Санкт-Петербурзі — адміністративну будівлю центру Приморського району, житлові й портові будівлі, 2001—2006 — православний храм у місті Сосновий Бор.
Лауреат Державної премії СРСР 1977 року — за архітектуру міста Шевченко.